# Jorge Serguera
Jorge "Papito" Serguera Riveri (Palma Soriano, 1932 - La Habana, 3 de febrero de 2009) fue un abogado y dirigente revolucionario cubano que ocupó el cargo de presidente del Instituto Cubano de Radio y Televisión de 1966 a 1973. Fue el último responsable en esa época de prohibir la emisión de Los Beatles en las estaciones de radio de Cuba. 

## Biografía
Serguera fue abogado defensor de los presos revolucionarios ante el régimen de Fulgencio Batista, En 1957, se unió a los rebeldes de la Sierra Maestra y fue una de las personas de confianza de Fidel Castro. De hecho, fue designado para recuperar el cuerpo del miliciano revolucionario Frank País junto al coronel José María Salas Cañizares o, por orden de Raúl Castro, trasladar a la Sierra Maestra a la activista Vilma Espín, pareja de Raúl. Serguera fue ascendido a comandante tras la llegada de Fidel Castro al poder y pronto le serían asignadas tareas de máxima responsabilidad. Integró los tribunales revolucionarios que dictaron penas de muerte a policías y militares del régimen anterior. 
En 1962 en su condición de jefe militar de la provincia de Matanzas, durante la Protesta de las Calderas ordenó sacar tanques de guerra a las calles de Cárdenas para intimidar a los manifestantes que protestaban contra la cartilla de racionamiento. Aquel desmesurado espectáculo represivo hizo que Serguera fuera sustituido y enviado como embajador a Argelia durante la deposición del presidente Ahmed Ben Bella, un puesto estratégico para los objetivos de llevar la ola revolucionaria hasta el continente africano.
De regreso en Cuba en 1966, fue nombrado presidente del Instituto Cubano de Radio y Televisión, donde marginó a homosexuales e intelectuales acusándolos de "contrarrevolucionarios" y fueron recluidos en campos de reeducación o unidades militares. Es conocida su decisión de prohibir la emisión de artistas como The Beatles, Bob Dylan o los Doobie Brothers, entre otros de las radios cubanas, aunque posteriormente admitió que los escuchaba en privado. 
En una entrevista realizada en 2001 con el escritor Ernesto Juan Castellanos, publicada en el libro John Lennon in Havana with a little help from my friends, Serguera dijo que estaba siguiendo órdenes de otros funcionarios que veían la música como una amenaza a la Revolución. En todo caso, la población le acusaba a él de estas decisiones. Prueba de ello, fue el escándalo que se armó en 2006, cuando Serguera reapareció en un programa de televisión y que desató protestas de intelectuales y artistas cubanos.
En 2008, escribió el libro Caminos del Che: Datos inéditos de su vida - 40 años de su muerte donde rememora la figura y legado de Ernesto Guevara en la conmemoración del 40 aniversario de su muerte.
Serguera falleció en La Habana a los 76 años, víctima del cáncer.